# Luigi Pistilli
Luigi Pistilli (Grosseto, 19 de julio de 1929 – 21 de abril de 1996)  fue un actor italiano de teatro, cine y televisión.

## Primeros años
Pistilli de dedicó desde muy joven a la actuación de dramática, primero en teatro, para luego volcarse en el cine. Estudió actuación en Milán, en el Teatro Piccolo, graduándose en 1955. 

## Carrera

### Cine
Pistilli hizo su debut en el cine con un papel sin acreditar en 1947. Apareció en muchos spaghetti westerns como fueron: El bueno, el feo y el malo (1966) con Clint Eastwood, interpretando al hermano sacerdote de Tuco, encarnado por Eli Wallach; Per qualche dollaro in più (1965), con Eastwood y Lee Van Cleef, en la que era uno de los miembros de la banda de El Indio, interpretado por Gian Maria Volonté. También apareció como el villano principal en De hombre a hombre (1967), en la que coincide nuevamente con Lee Van Cleef. Actuó como el asesino Alberto en la cinta de Mario Bava Bahía de sangre en 1971 y en otros giallos o thrillers a la italiana.

### Televisión
En 1968 hizo las series  Il grande silenzio y Tartarino sulle Alpi.
En 1970 hizo un capítulo de la miniserie italiana Processi a porte aperte. Dos años más tarde hizo el papel de Sebastián Sandy en el unitario La donna di picche.
En 1973 participó en I tre camerati. Y un año después en Dedicato a una coppia y Il giovane Garibaldi.
En 1978 protagonizó Doppia indagine y Sam et Sally.
En 1979 interpretó a  Luigi Ganna en Luigi Ganna detective. También en ese año estuvo en L'affaire Stavisky.
En 1981 trabajó en  George Sand y en Storia di Anna.
En 1986 actuó en Attentato al Papa y en 1990 en  La piovra 5 - Il cuore del problema en el personaje del Baron Giovanni Linori.
Tuvo un papel regular en el popular programa dramático de televisión italiana sobre la mafia llamada The Octopus.

### Teatro
En el teatro, fue considerado uno de los mejores intérpretes del país de Bertolt Brecht en La ópera de tres centavos y San Joan of the Stockyards. Nunca corto sus lazos con el teatro y, a menudo volvió a aparecer en obras de teatro dirigida por Giorgio Strehler.

## Suicidio
Pistilli se suicidó ahorcándose en su casa de Milán, justo antes de aparecer en el estreno final de Terence Rattigan's en Tosca en el Teatro Nacional el 21 de abril de 1996. Su último espectáculo había sido duramente criticado por los críticos y las audiencias y esto al parecer lo hundió al actor en una profunda depresión. Según su nota de suicidio, había sufrido la desesperación más profunda, incluso después de hacer algunos comentarios públicos sobre la reciente culminación con su pareja desde hacía cuatro años, la actriz y cantante Milva, además el sentimiento de soledad lo asfixiaba profundamente. A horas de realizar su función teatral, el actor tomó un frasco de barbitúricos para luego construir con algunos pañuelos un bucle y colgarse del mismo en el armario de su casa, en el centro histórico de la ciudad. Tenía 66 años.

## Filmografía
Año, título y papel interpretado.
- 1995: Il prezzo del denaro
- 1993: L'amante senza volto ................ Athos Magnani
- 1990: Mal d'Africa
- 1990: Una prova d'innocenza
- 1986: Una casa in bilico
- 1985: Mamma Ebe ............... Roberto Lavagnino
- 1977: Spia - Il caso Philby
- 1977: Antonio Gramsci: i giorni del carcere ........... Gennaro Gramsci
- 1976: La mujer de mi padre ........... Carlo
- 1976: Excelentísimos cadáveres ................. Cusan
- 1976: La principessa nuda ................ Marco
- 1976: MitGift ..............  Comisario
- 1975: Due Magnum .38 per una città di carogne ............... Comisario Perri
- 1975: Cagliostro ............... Cardenal príncipe de Rouen
- 1975:  L'invitto
- 1975: Peccato senza malizia .............. Abuelo de Stefania
- 1974: Los sospechosos  ............ Marcello Angiotti
- 1974: L'ossessa .......... Padre Xeno
- 1974:Il testimone deve tacere ................. El comisario De Luca
- 1974: Boezio e il suo re
- 1974: Delitto d'autore ................ Don Lino
- 1974: Gli assassini sono nostri ospiti .............  Comisario Di Stefano
- 1973: One Way ..........  Javier
- 1973: Number one .......... Hombre policía
- 1973: La mano nera - prima della mafia, più della mafia ............. Don Nunzio Pantaleo
- 1973: Il gatto di Brooklyn aspirante detective..............  Tony Mangialafoglia
- 1972: Trágica ceremonia en villa Alexander ................ Lord Alexander
- 1972: La orgía de la sangre (Un bianco vestito per Marialé) ............. Paolo
- 1972: Vicios prohibidos ............ Oliviero Rouvigny
- 1972: Milán, calibre 9  ............. Mercuri
- 1971: Bahía de sangre ............ Alberto
- 1971: L'iguana dalla lingua di fuoco ............. Detective John Norton
- 1971: La cola del escorpión.............. Inspector Stavros
- 1971: ¿Violación bajo el sol?............. Jefe de policía
- 1971: Veruschka
- 1971: Ondata di calore ........... Doctor Voltera
- 1971: Pendolari alla rovescia .......... Paolo Marcucci
- 1970: Los compañeros del diablo .......... Fausto Gelardi
- 1970: Detective Story ............  James McLeod
- 1969: La notte dei serpenti
- 1969: El largo día del águila ............ Mayor Krueger
- 1969: Las Vegas 1970 ........... Conde Mazzanga
- 1969: La monja de Monza ............... Conde Fuentes
- 1969 L'amante di Gramigna
- 1968: Una viuda desenfrenada ............ Otto Frank
- 1968 Roma come Chicago ............. Colangeli
- 1968: Il dolce corpo di Deborah .............. Philip
- 1968: En la boca del lobo...............  Tassoni
- 1967: La lunga sfida ............ Paynes
- 1967: De hombre a hombre ............  Walcott, El jefe de los bandidos
- 1967: A cada uno lo suyo ........... Arturo Manno
- 1966: El bueno, el feo y el malo (The Good, the Bad and the Ugly) ............ Padre Pablo Ramírez
- 1966: Adiós, Texas
- 1966: La muerte cumple condena ............. Dandi
- 1965: Per qualche dollaro in più ........... Groggy, Miembro de la cuadrilla del Indio
- 1961: Walter e i suoi cugini .......... Invitado de Spallanzoni
- 1957: L'avaro